# Madonna col Bambino e san Giovannino (Correggio Chicago)
La Madonna col Bambino e san Giovannino è un dipinto a olio su tela (64x30 cm) di Correggio, databile al 1513-1514 circa e conservato nell'Art Institute of Chicago.

## Storia
L'opera fu acquistata da Messrs Wildenstein per il museo di Chicago nel 1965. Poco dopo fu oggetto di un furto ma, fortunatamente, venne ritrovata e quindi restaurata. Si trova, oggi, in ottime condizioni.

## Descrizione e stile
Fra tutti i dipinti rappresentanti la Madonna col Bambino e san Giovannino che il Correggio produsse nella prima fase della sua attività, questo costituisce senz'altro il più maturo e, per molti aspetti, il meglio riuscito. Una spalliera d'agrumi tenuta da un incannicciato intrecciato fa da sfondo alla composizione a sinistra, mentre a destra si apre su un lontano paesaggio di montagne boscose che sfumano in lontananza. Maria è seduta in terra, col Bambino seduto su una gamba che manda una benedizione al Battista fanciullo, con la croce, protetto da un gesto e di Maria e dal suo sguardo sorridente. Il volto della Vergine e il paesaggio richiamano evidenti modelli leonardeschi, come la Madonna dei Fusi di Leonardo e la Madonna del Roseto di Bernardino Luini.
Alla figura della Vergine è accordata adesso una nuova, possente volumetria sottolineata dall'inquadratura stretta e dalla scelta, inusuale, di raffigurare in primo piano il ginocchio sinistro piegato ad accogliere il piccolo Gesù. Questo dettaglio conferisce profondità alla scena e accresce la presenza scenica della figura della Madonna che domina in modo solenne ma anche estremamente naturale tutta la scena in modo non dissimile da quanto aveva fatto, pochi anni prima Raffaello nella Madonna Aldobrandini. All'imponente figura della Vergine, che potrebbe essere assisa su un trono laddove è, invece, soavemente poggiata su un masso ricoperto d'erba, fanno da contrasto i due piccoli fanciulli, san Giovannino e il Bambin Gesù, le cui dimensioni sono ostentamente ridotte. Il gesto benedicente del Bambino è lo stesso che si ritrova nella stessa figura nelle due versioni della Vergine delle rocce di Leonardo, allora conservate a Milano. La sua fisionomia, con le guance gonfie, è invece tipica di Correggio, riscontrabile ad esempio anche in un angelo della Madonna di San Francesco.
Nel paesaggio, virato di azzurro di ascendenza leonardesca, si distingue un castello turrito e goticheggiante che tradisce affinità con le esperienze figurative del giovane Dosso Dossi. Quest'ambientazione, spazialmente e cromaticamente studiatissima nonché perfettamente calibrata, accresce quel tono di pacata serenità dell'immagine affidato all'espressione dolce della Vergine e al suo delicato gesto di accogliere, senza alcuna inquietudine, il piccolo San Giovanni Battista.
Rispetto alle opere precedenti, questa spicca anche per un impiego sapiente del colore, steso con un tocco delicatissimo nello sfondo a destra ma smaltato e denso nella definizione delle figure in primo piano e nel pergolato di limoni.